# Anarchaea falcata
Anarchaea falcata är en spindelart som beskrevs av Rix 2006. Anarchaea falcata ingår i släktet Anarchaea och familjen Pararchaeidae.
Artens utbredningsområde är New South Wales. Inga underarter finns listade i Catalogue of Life.